# Keilira sparsomaculata
Keilira sparsomaculata är en spindelart som beskrevs av Hirst 1989. Keilira sparsomaculata ingår i släktet Keilira och familjen jättekrabbspindlar.
Artens utbredningsområde är Sydaustralien. Inga underarter finns listade i Catalogue of Life.